# Naboo
Naboo es un planeta ficticio del sistema homónimo en el universo de la serie cinematográfica de ciencia ficción Star Wars. Aparece en los episodios de la saga I, II, III y en la edición especial del VI.
En el planeta Naboo habitan dos civilizaciones: los pacíficos humanos conocidos como naboo y los gungan. Ambos guardaban las distancias entre ellos hasta la batalla de Naboo.
Las verdes llanuras de Naboo eran interrumpidas solo por colinas, frondosos bosques y bellas cascadas de agua cristalina y lagos o pantanos de densa profundidad donde los gungans habitan. Este planeta es pacífico por naturaleza, ambas civilizaciones desechan la guerra, abogando solo por la paz y el arte.
La capital de los naboo era Theed y estaba regida por el gobernador Sio Bibble, que respondía directamente ante la Reina Amidala y el Consejo de Naboo. La capital de los gungan era Otoh Gunga.
Naboo fue invadido por la Federación de Comercio, pero fue liberado por la Reina Amidala de los naboo y el jefe gungan, Jefe Nass. El planeta se vio envuelto en múltiples batallas: una espacial, donde los Naboo N-1 Starfighter luchaban alrededor de la nave de bloqueo de la Federación de comercio, con el objetivo de destruirla y desactivar de esta manera los androides de batalla.
También, en las verdes planicies, los ejércitos de la Federación libraban su combate con los gungan como maniobra de distracción. Por otra parte la Reina Amidala y un grupo de soldados naboo retomaron el control del palacio y arrestaron al Virrey Nute Gunray. Finalmente, gracias a la pericia de Amidala y a la inocencia de Anakin Skywalker lograron obtener la victoria y liberar al planeta.
Después de dos períodos de Gobierno de Padmé Amidala (el máximo establecido por la constitución), esta se retiró a Coruscant como senadora por petición especial de la nueva reina de Naboo: Jamillia.

## Cultura
Los naboo tienen una monarquía electoral y mantienen una cultura pacífica que propugna la educación, las artes, la protección del medio ambiente y los logros científicos. El planeta es un respetado miembro de la República y sus dirigentes son considerados como gentes de exquisita educación y versadas en los tratos sociales.
Los Naboo son rígidos pacifistas. Por esta razón los conflictos entre las comunidades Naboo y Gungan son inexistentes. Y, aunque los Naboo investigan e inventan una amplia variedad de nueva tecnología, estos inventos raramente incluyen armas de guerra. Los Naboo reconocen la necesidad de defenderse pero la mayoría de los vehículos y armas de combate son elementos importados de otros sistemas que luego ellos modifican para adaptar a sus necesidades y proteger el medio ambiente.
Por desgracia, aunque bien educados por regla general, los Naboo son un tanto ingenuos y consideran su cómoda forma de vida como un derecho básico. Además, muchos Naboo veían a la otra especie del planeta, los Gungans, con cierta sospecha y prejuicio. En concreto, los Naboo creían que los Gungans eran bárbaros y menos inteligentes debido a que mantenían una cultura belicosa. Afortunadamente, la mayor parte de estos prejuicios desaparecieron cuando la Reina Amidala y el Jefe Nass lograron unir ambas especies durante la Batalla de Naboo.
Incluso después de su guerra con la Federación de Comercio, los Naboo siguieron siendo un pueblo pacifista. Conservaron tan solo un pequeño ejército de soldados voluntarios.

## Etapa imperial
Años más adelante, el Imperio empleó su diplomacia sobre el planeta además de buscar fugitivos Jedi que eran la escolta de la Reina. La Reina de Naboo fue asesinada por soldados imperiales de la 501, por lo cual Naboo cayó bajo las fuerzas del Imperio y se convirtió en una más de sus colonias.
Cuando la Alianza Rebelde destruyó la Segunda Estrella de la Muerte junto con el Emperador Palpatine y se derrotó al Imperio, millares de habitantes de Naboo salieron a las calles para celebrarlo.